# Stefan Kozłowski (ur. 1955)
Stefan Konstanty Kozłowski (ur. 27 maja 1955 w Wiesbaden) – polski związkowiec, działacz opozycji demokratycznej w okresie PRL.

## Życiorys
Ukończył w 1979 liceum ogólnokształcące w Szczecinie. Pracował m.in. jako tokarz. W 1978 podjął współpracę z Komitetem Samoobrony Społecznej „KOR” w ramach biura interwencyjnego. Od 1977 związany z drukiem i dystrybucją wydawnictw drugiego obiegu, m.in. „Robotnika”. Zredagował jedyny numer „Robotnika Szczecińskiego”, a w 1979 współtworzył redakcję „Robotnika Pomorza Zachodniego”. 11 października 1979 znalazł się wśród ośmiu założycieli Wolnych Związków Zawodowych Pomorza Zachodniego.
W sierpniu 1980 był jednym z inicjatorów strajku w Stoczni im. Adolfa Warskiego. Po wprowadzeniu stanu wojennego został w grudniu 1981 internowany, uciekł w czerwcu 1982 z przepustki. Po zatrzymaniu w listopadzie tego samego roku ponownie przez kilkanaście dni osadzony w ośrodku odosobnienia. W latach 1983–1983 związany z niezależnym pismem „Obraz”. W 1984 wyjechał na emigrację do Niemiec. Publikował m.in. w RWE, zajmował się zbieraniem funduszy na pomoc polskiej opozycji. Do Polski powrócił na początku lat 90., był zastępcą redaktora naczelnego regionalnego pisma związkowego. W 1994 ponownie wyjechał do Berlina, gdzie zajął się prowadzeniem własnej działalności gospodarczej.
W 2011 odznaczony Krzyżem Komandorskim Orderu Odrodzenia Polski. W 2016 otrzymał Krzyż Wolności i Solidarności.